# Episodi di Babylon Berlin (terza stagione)
La terza stagione della serie televisiva Babylon Berlin è stata trasmessa in Germania su Sky 1 dal 24 gennaio al 28 febbraio 2020.
In Italia la stagione è andata in onda in prima visione sul canale satellitare Sky Atlantic dal 1º aprile al 6 maggio 2020.
| nº | Titolo originale | Prima TV Germania | Prima TV Italia |
| -- | ---------------- | ----------------- | --------------- |
| 1  | Episode 1        | 24 gennaio 2020   | 1º aprile 2020  |
| 2  | Episode 2        | 24 gennaio 2020   | 1º aprile 2020  |
| 3  | Episode 3        | 31 gennaio 2020   | 8 aprile 2020   |
| 4  | Episode 4        | 31 gennaio 2020   | 8 aprile 2020   |
| 5  | Episode 5        | 7 febbraio 2020   | 15 aprile 2020  |
| 6  | Episode 6        | 7 febbraio 2020   | 15 aprile 2020  |
| 7  | Episode 7        | 14 febbraio 2020  | 22 aprile 2020  |
| 8  | Episode 8        | 14 febbraio 2020  | 22 aprile 2020  |
| 9  | Episode 9        | 21 febbraio 2020  | 29 aprile 2020  |
| 10 | Episode 10       | 21 febbraio 2020  | 29 aprile 2020  |
| 11 | Episode 11       | 28 febbraio 2020  | 6 maggio 2020   |
| 12 | Episode 12       | 28 febbraio 2020  | 6 maggio 2020   |